# Pandanus sylvestris
Pandanus sylvestris là một loài thực vật có hoa trong họ Dứa dại. Loài này được Bory miêu tả khoa học đầu tiên năm 1804.